# Revista E-Psi
A Revista E-Psi  é um periódico eletrónico científico português de Acesso Livre, que foi criado a 12 de Maio de 2011 pelos psicólogos Pedro Armelim Almiro e Catarina Marques-Costa. A revista publica artigos científicos nas áreas de psicologia, educação e saúde.
Embora este seja um espaço preferencialmente dedicado à divulgação de resultados de investigações, através da publicação de artigos empíricos, a Revista E-Psi também publica artigos de revisão teórica, de revisão de estudos, de estudo de caso, ou artigos de reflexão que sejam pertinentes.
Os artigos podem ser submetidos em qualquer altura do ano, numa das quatro línguas mais faladas em todo o mundo - Português, Inglês, Francês ou Castelhano (Espanhol).
A revisão dos artigos por pares é duplamente cega (double blind peer review).
O acesso aos artigos é livre e gratuito (Acesso Livre para autores e leitores (no fees), com licença Creative Commons Attribution-NonCommercial-NoDerivs 3.0 Unported License).
Em 2016, a Revista E-Psi estabeleceu uma estreita associação com o PsyAssessmentLab (Laboratório de Avaliação Psicológica e Psicometria), Faculdade de Psicologia e Ciências da Educação da Universidade de Coimbra.

## Corpo Editorial
O Corpo Editorial da Revista E-Psi é internacional (proveniente de: África, América do Norte, América do Sul, Europa) .
O Conselho Científico é constituído por académicos e investigadores de universidades conceituadas: Universidade Harvard, Universidade Católica de Louvain, Universidade de Toulouse-Le-Mirail, Universidade Federal de Minas Gerais, Universidade Nacional de Rosário, Universidade do Algarve, Universidade de Coimbra, Universidade do Minho, Universidade do Porto, entre outras.

## Indexações
A partir de 2013, a Revista E-Psi ficou indexada no: DOAJ Directory of Open Access Journals  Directory of Open Access Journals, Academic Journals Database , Latindex  e European Reference Index for the Humanities Plus (ERIH PLUS)

## Divulgação Internacional
Este conjunto de fatores faz com que esta revista garanta uma publicação com qualidade e rigor, assim como uma divulgação internacional (via redes sociais e newsletter).

## Volumes Temáticos Publicados
No final de 2013, a Revista E-Psi publicou o seu primeiro volume temático: "Temas em Psicologia do Envelhecimento - Vol.I" , sob a coordenação de Pedro A. Almiro e Catarina Marques-Costa (Eds.)
.
Em 2014, a revista publica um novo volume temático: "Adaptação e Sucesso Académico no Ensino Superior", sob a coordenação de Leandro S. Almeida, Alexandra M. Araújo, Joaquim A. Ferreira, Pedro A. Almiro e Catarina Marques-Costa (Eds.)
.
Em 2015, a Revista E-Psi publicou o volume temático: "Temas em Psicologia do Envelhecimento - Vol.II" sob a coordenação de Catarina Marques-Costa e Pedro A. Almiro (Eds.),.
Em 2016, a Revista E-Psi publicou o volume temático: "Contextos organizacionais e desenvolvimento humano" sob a coordenação de Catarina Brandão, Joana Vieira dos Santos, Joaquim Luís Coimbra, Pedro A. Almiro e Catarina Marques-Costa (Eds.)
.